# Zaułek Jugowicki
Osiedle Zaułek Jugowicki – osiedle położone w Krakowie, w dzielnicy Borek Fałęcki.
Granice osiedla stanowią kościół na Górze Borkowskiej oraz ulice Jugowicka i Zakopiańska.